# هزانه
هزانه (به عربی: الهزانة) یک روستا در سوریه است که در ناحیه جب رمله واقع شده‌است. هزانه ۱٬۵۱۹ نفر جمعیت دارد.